# Jüdischer Friedhof (Arnstadt)

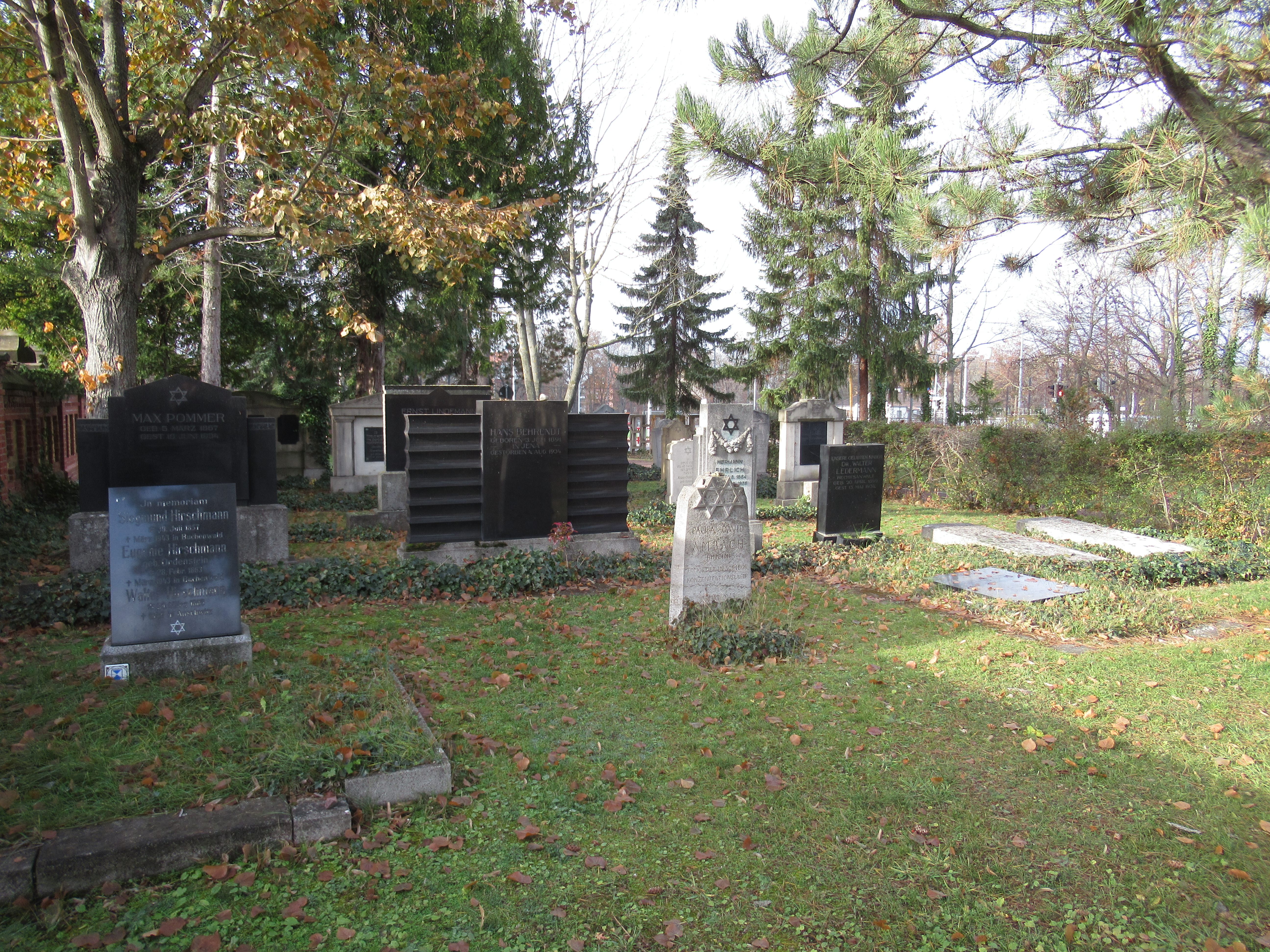
Jüdischer Friedhof in Arnstadt

Der Jüdische Friedhof Arnstadt liegt in der Kreisstadt Arnstadt im Ilm-Kreis in Thüringen. Der Friedhof ist als geschütztes Kulturdenkmal registriert (siehe Liste der Kulturdenkmale in Arnstadt).

## Beschreibung
Der jüdische Friedhof liegt neben dem städtischen Hauptfriedhof am Parkweg 32. Eine Ziegelmauer zwischen dem Hauptfriedhof und dem jüdischen Friedhof bildet die Abgrenzung. Auf dem 375 m² großen Friedhof sind 24 Grabsteine (davon zwei Gedenksteine) erhalten. Für die in der NS-Zeit umgekommenen Juden der Stadt ist ein Gedenkstein vorhanden.

## Geschichte
Bis 1921 wurden die Toten der jüdischen Gemeinde Arnstadt in Plaue oder an anderen Orten beigesetzt, insbesondere an den Heimatorten der Verstorbenen. Ein Grundstück zur Anlage eines jüdischen Friedhofes in Arnstadt wurde 1912 von der jüdischen Gemeinde erworben. Die ersten Beisetzungen fanden 1924 statt (für Hedwig Stern, geb. Liebenthal, und Herz Herzberg, die beide im März 1924 verstorben sind), die letzte Beisetzung war im Herbst 1939 (für Hermann Stern).